# Głupi i głupszy 2: Kiedy Harry poznał Lloyda
Głupi i głupszy 2: Kiedy Harry poznał Lloyda (ang. Dumb and Dumberer: When Harry Met Lloyd) – amerykański film komediowy z 2003 roku, będący prequelem filmu Głupi i głupszy z 1994 roku.

## Fabuła
Harry (Derek Richardson) poznaje mieszkającego w szkolnej piwnicy Lloyda (Eric Christian Olsen), przybranego syna woźnego Raya (Luis Guzman). Chłopak wprowadza Harry’ego we wszystkie sekrety placówki. Tymczasem dyrektor Collins (Eugene Levy) i szefowa szkolnej stołówki pani Heller (Cheri Oteri) próbują wyłudzić od państwa dotację.

## Obsada
- Derek Richardson – Harry Dunne
- Eric Christian Olsen – Lloyd Christmas
- Rachel Nichols – Jessica
- Eugene Levy – dyrektor Collins
- Mimi Rogers – pani Dunne
- Luis Guzman – woźny Ray
- Cheri Oteri – pani Heller
- Bob Saget – ojciec Jessiki
- Julia Duffy – matka Jessiki
- Elden Henson – Turk
- Shia LaBeouf – Lewis
- William Lee Scott – Carl
- Michelle Krusiec – Ching Chong (Cindy)
- Josh Braaten – Toby
- Teal Redmann – Terri
- Lin Shaye – Margie
- Julia i Chandra Costello – bliźniaczki Felcher
- Timothy Stack – doktor
- Lucas Gregory – młody Harry